# Hemeln
Hemeln is een Ortschaft en een dorp in de gemeente Hann. Münden in het Landkreis Göttingen in Nedersaksen in Duitsland. Tot de Ortschaft Hemeln behoren ook de kleine dorpen Glashütte en Bursfelde (befaamd om zijn oude abdij; zie ook: Congregatie van Bursfelde).
Het aantal inwoners van de Ortschaft Hemeln bedroeg eind 2023, volgens de website van de gemeente Hann. Münden, 870, inclusief de minder dan 100 inwoners tellende dorpjes Bursfelde en Glashütte. 
Hemeln is het meest noordelijke deel van de gemeente Hann. Münden. Hemeln zelf ligt 11 km ten noorden van de stad, aan de oostoever van de Wezer; Hemeln heeft een veerverbinding over deze rivier naar Veckenhagen, een wijk van Reinhardshagen, in het Reinhardswald. Deze plaats ligt niet zeer ver ten zuidoosten van het wildpark met sprookjesslot Sababurg. Glashütte ligt ook aan de Wezer, 4 km ten noorden van Hemeln, en Bursfelde nog 2 km verder noordwaarts.
Hemeln wordt voor het eerst vermeld in 834 in een schenking van Lodewijk de Vrome aan het klooster van Corvey. Het werd in 1973 bij Hann. Münden gevoegd. Van de 11e eeuw tot circa 1500 heeft op 2½ km ten noorden van Hemeln een kasteel Bramburg gestaan. Omdat er in de 15e eeuw beruchte roofridders huisden, werd het verwoest. De ruïne, die ervan is overgebleven, is niet toegankelijk. In Hemeln staan veel schilderachtige, 18e- en 19e-eeuwse vakwerkhuizen.
De huidige dorpskerk van Hemeln, de evangelisch-lutherse Mariakerk,  werd gebouwd in 1681, nadat een voorganger zwaar beschadigd raakte tijden de Dertigjarige Oorlog.
Glashütte is ontstaan rondom een glasfabriek, die heeft bestaan van 1767 tot 1829 en die eind 19e eeuw is gesloopt.

## Afbeeldingen

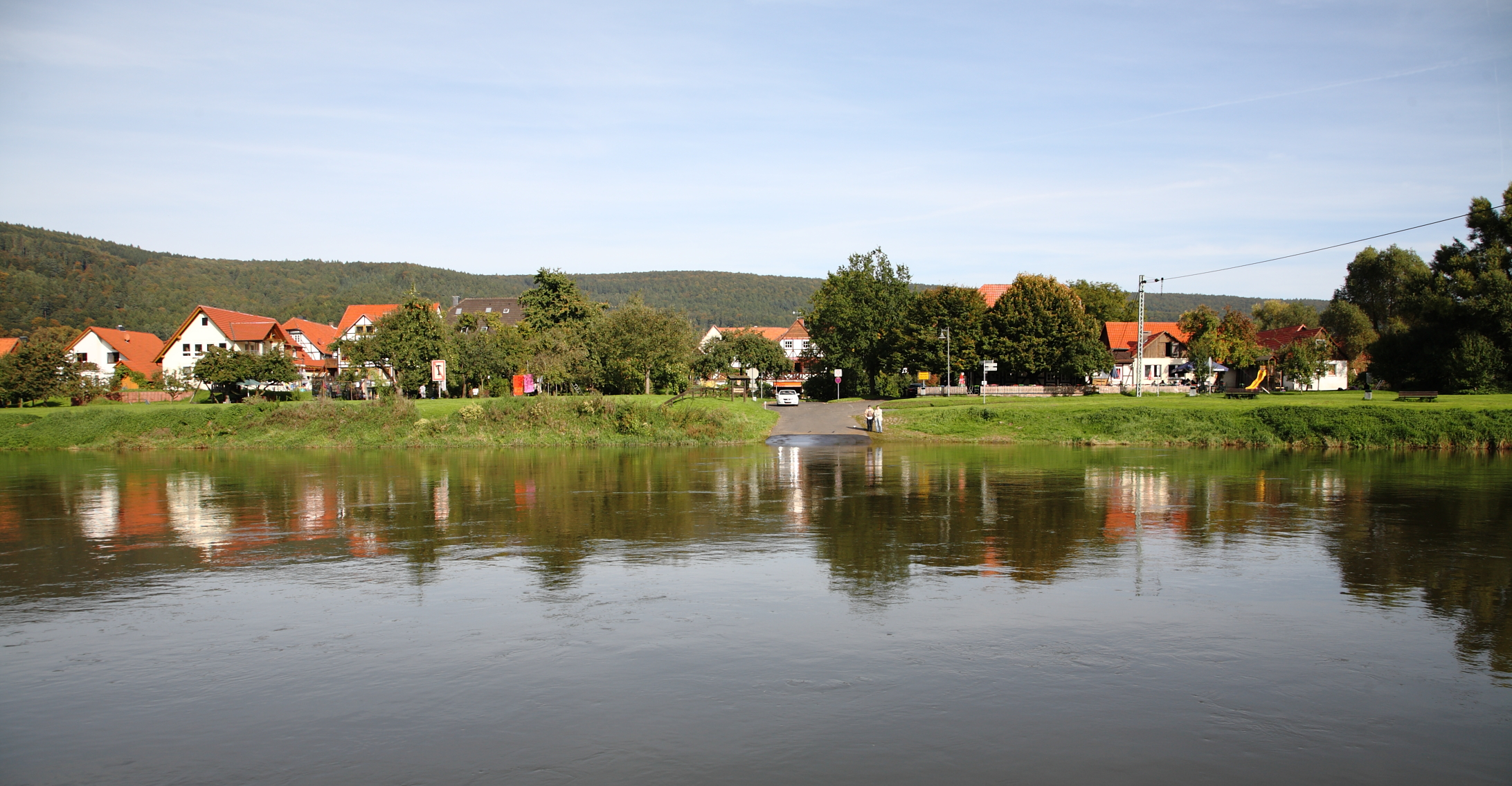
Hemeln, met veerpont, gezien van over de Wezer
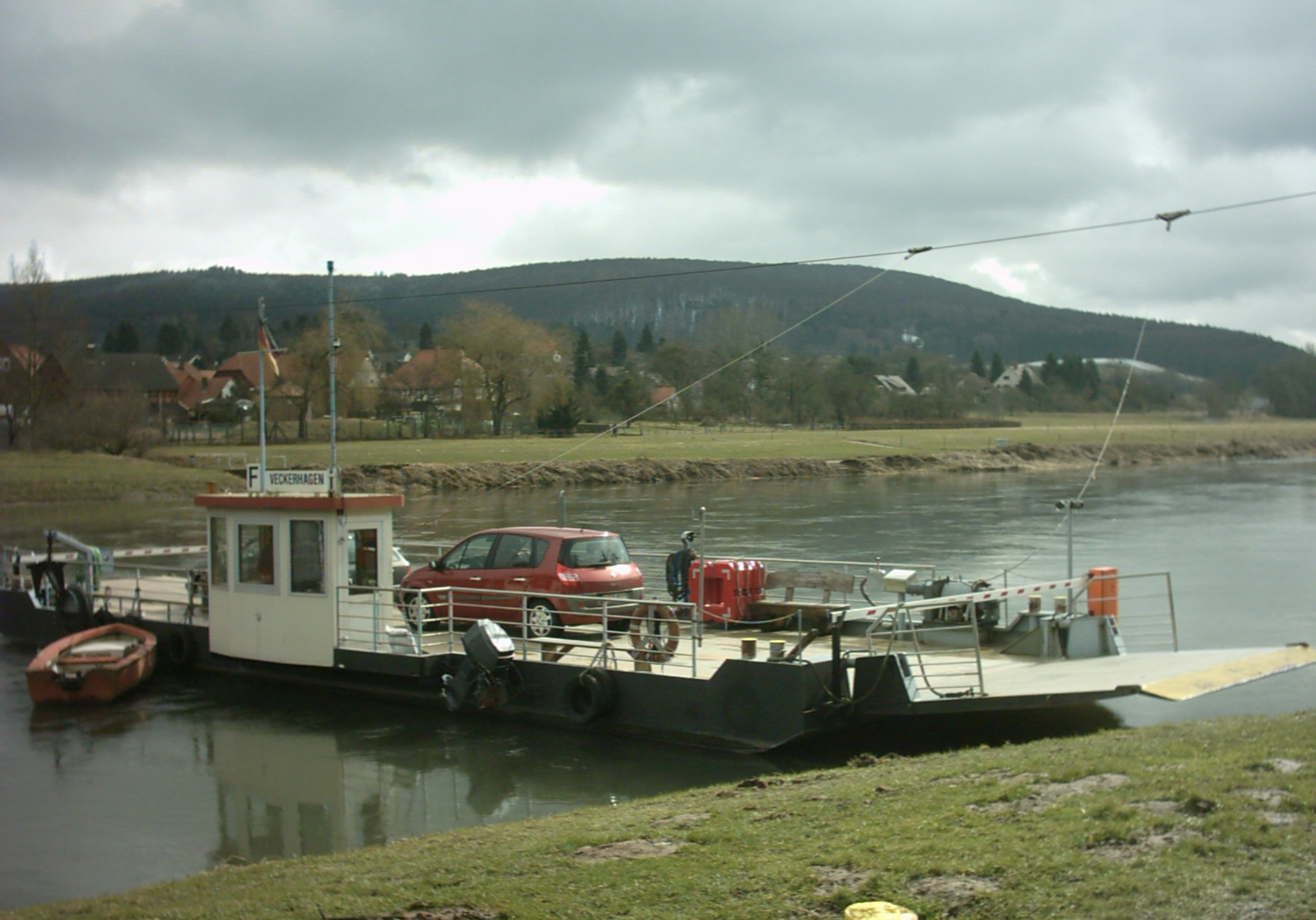
Veckenhagener veer over de Wezer, bij Hemeln
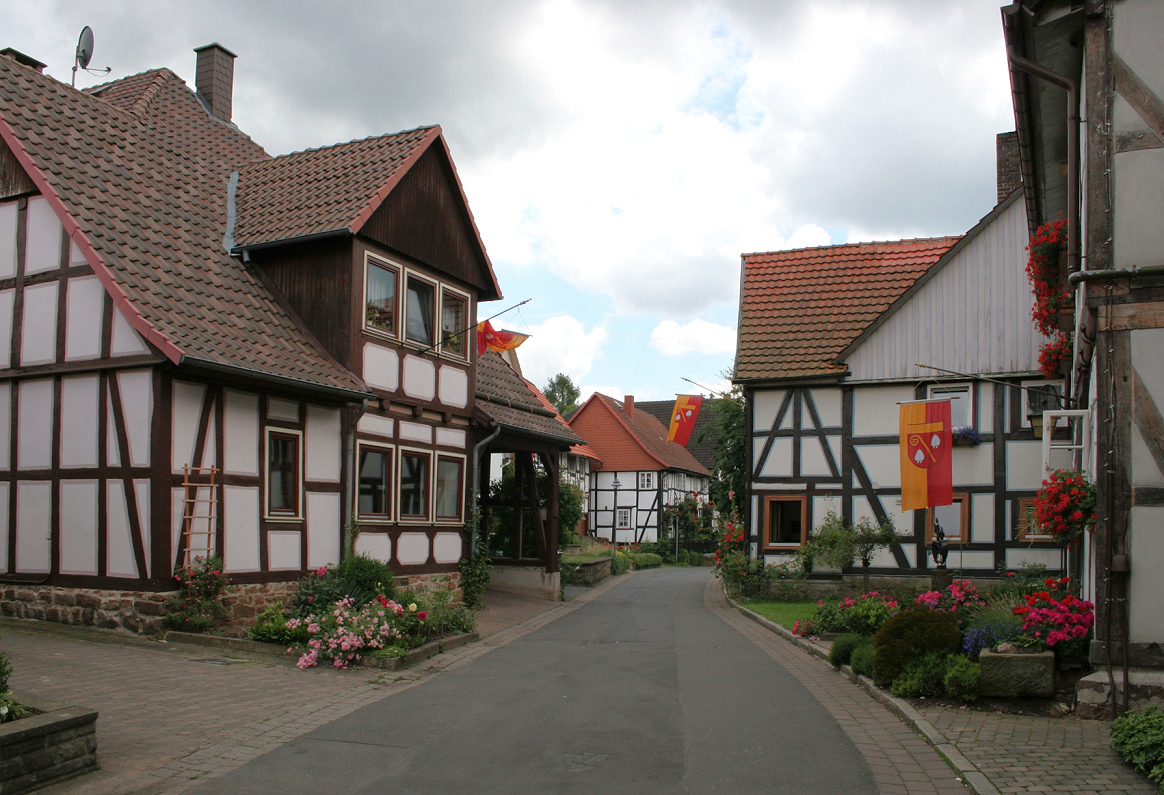
Dorpsgezicht Hemeln
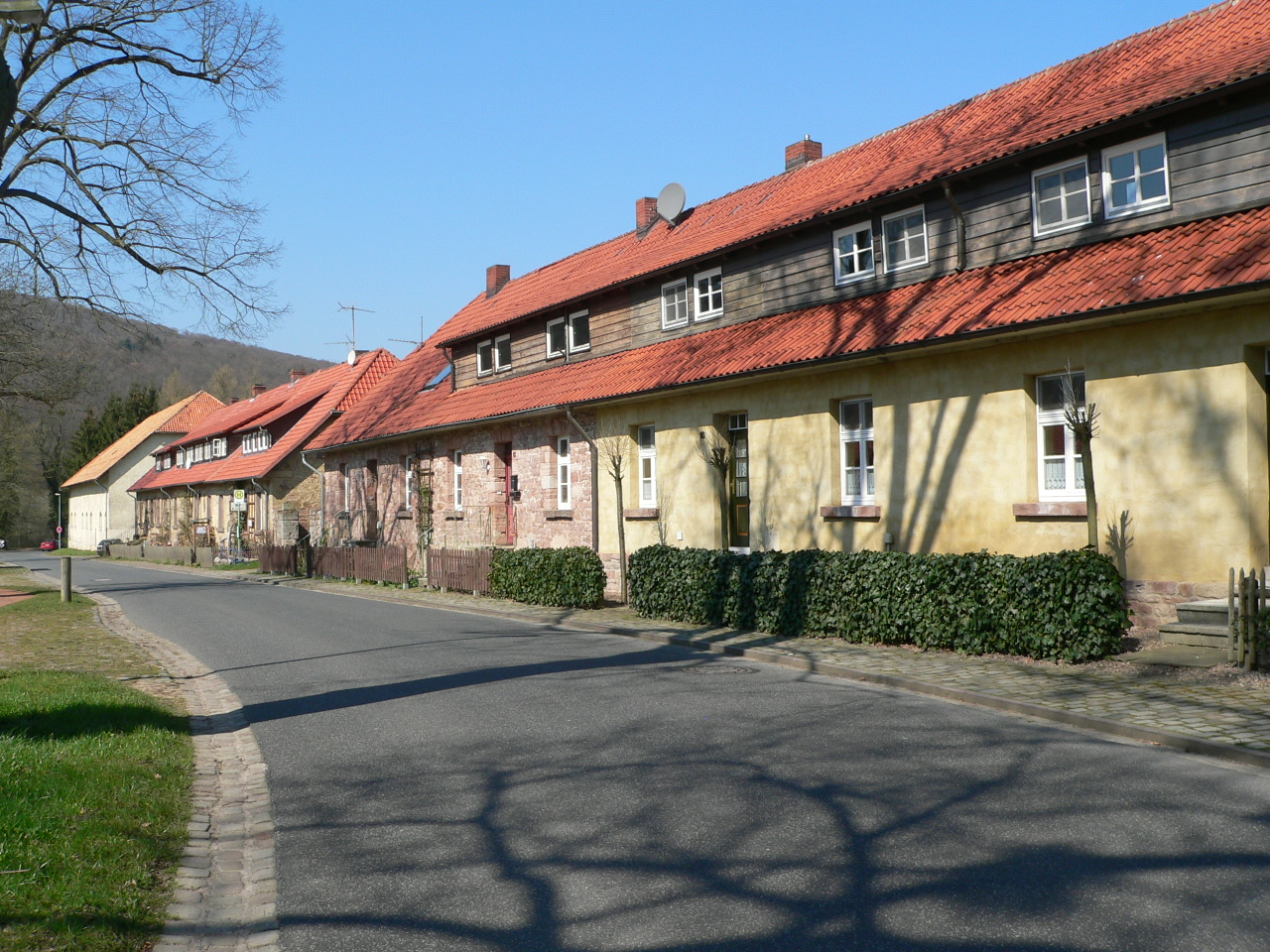
Dorpsgezicht Bursfelde
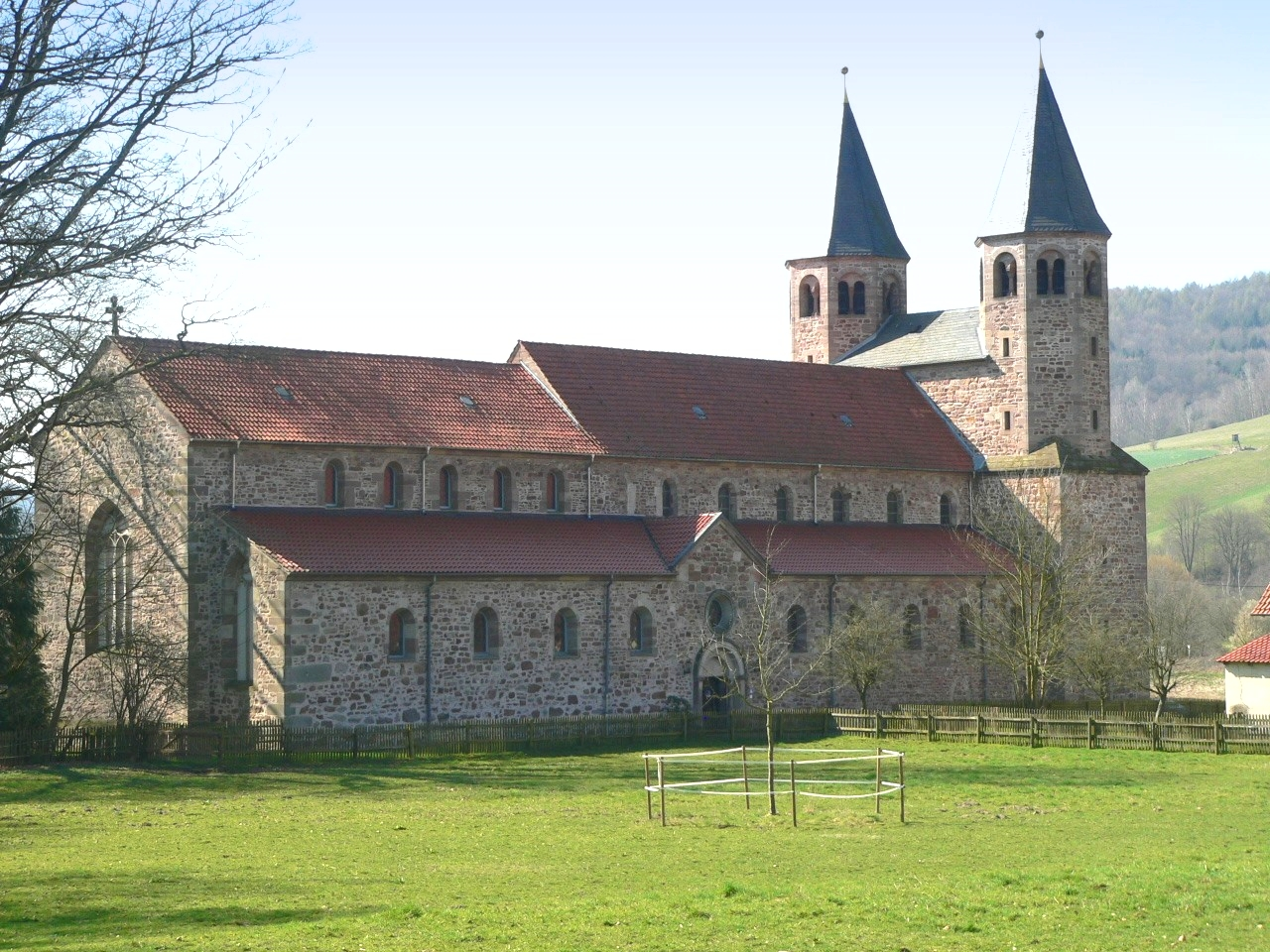
Kloosterkerk Bursfelde
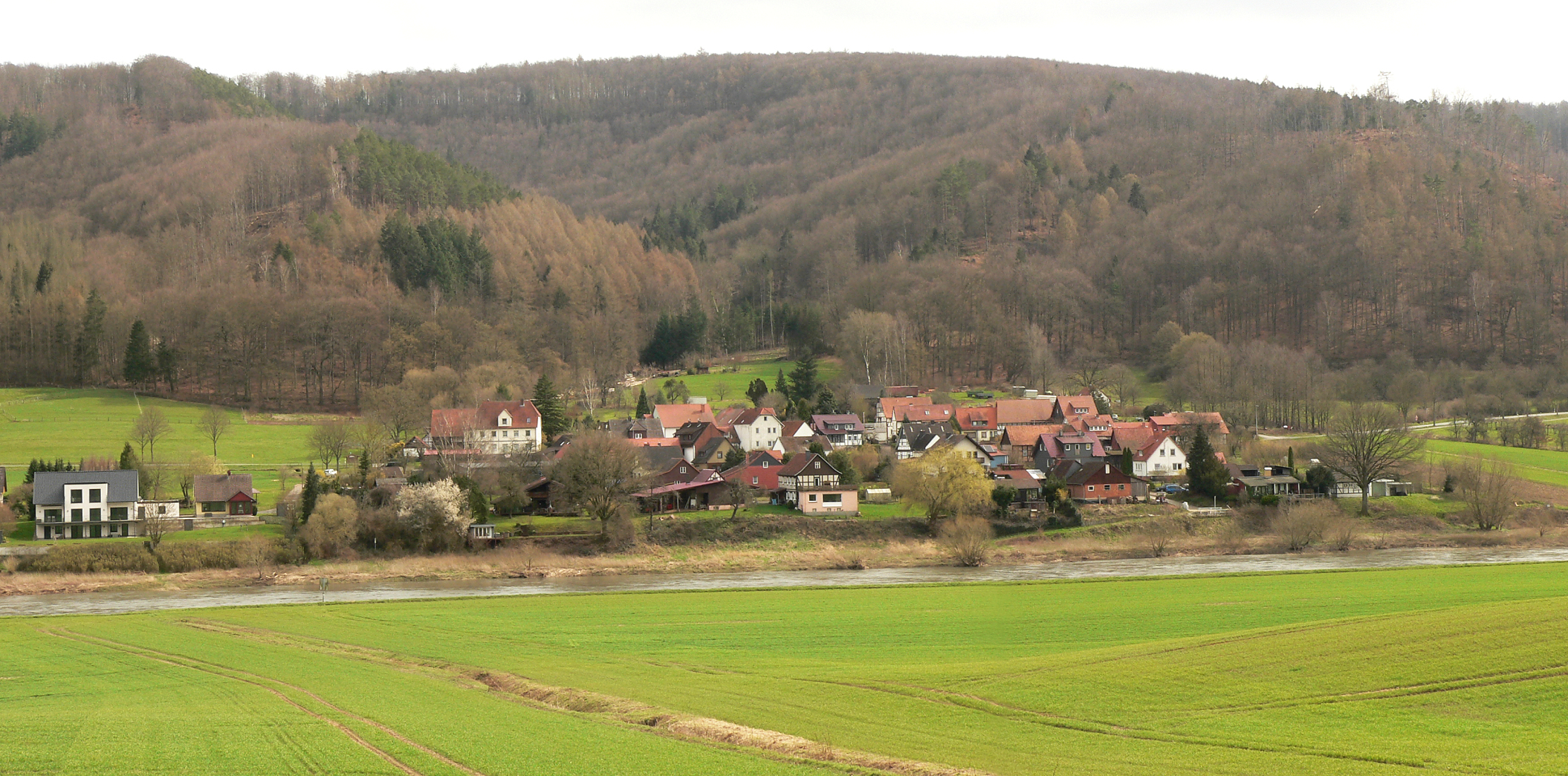
Het tot Hemeln behorende dorpje Glashütte
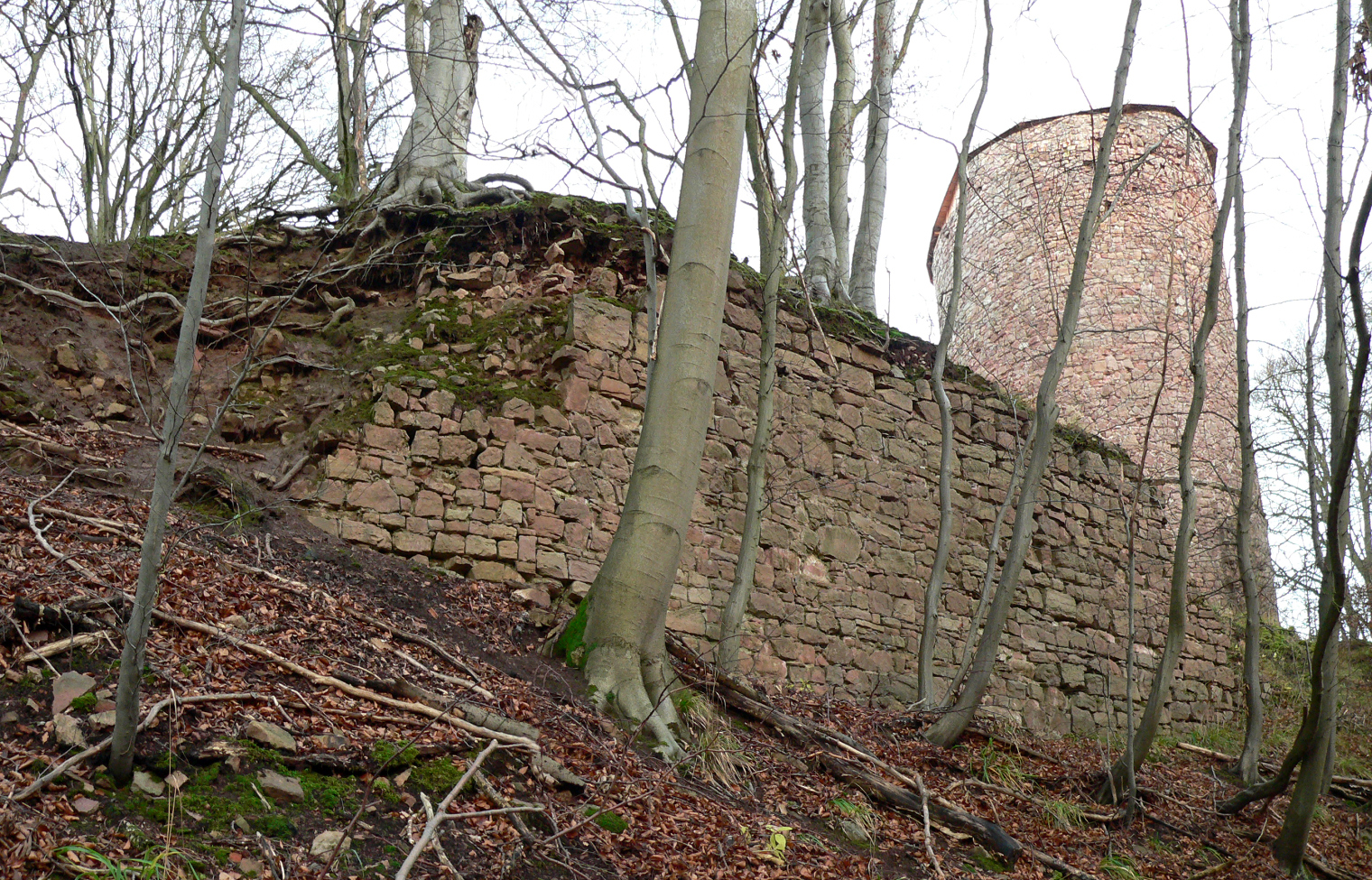
Ruïne van het kasteel Bramburg
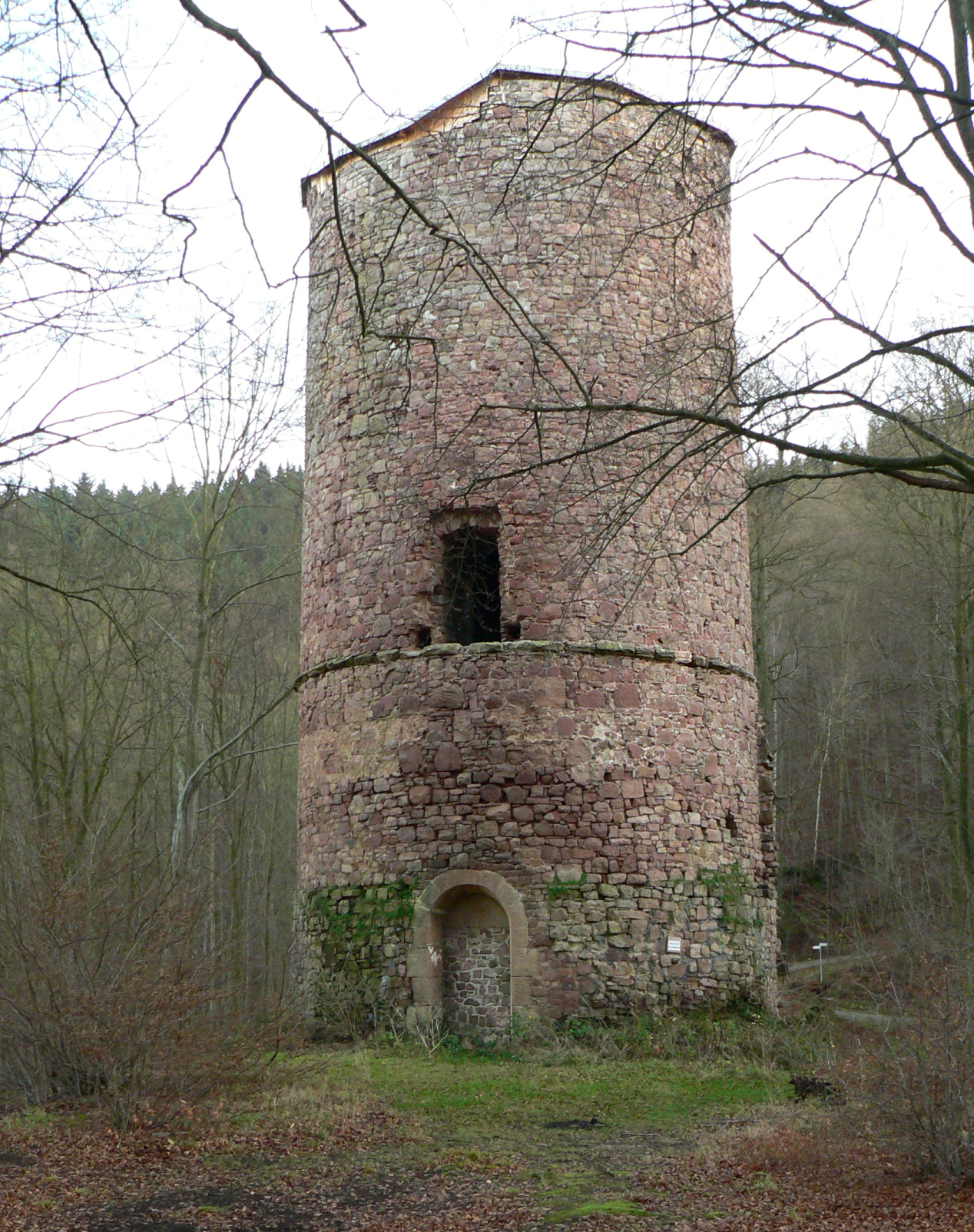
De bergfried van deze ruïne

- Gemeinsame Normdatei: 4096207-6
- Virtual International Authority File: 239472648
- WorldCat: E39PBJwRRBPkRW8MdcCm9bVHmd